# Liron Cohen
Liron Cohen (geb. 5. August 1982 in Jerusalem) ist eine ehemalige israelische Basketballspielerin und ehemalige Kapitänin der israelischen Nationalmannschaft. Die Sportlerin, die 2014 ihre Karriere beendete, hält den Länderspielrekord der israelischen Nationalmannschaft und war bekannt dafür, beide Rückraumpositionen (Shooting Guard und Point Guard) spielen zu können.

## Vereine
Cohen verließ bereits als junge Spielerin ihr Heimatland und spielte im Laufe ihrer Karriere für elf Klubs in sieben Ländern. Ihre Karriere begann sie zunächst beim Verein Maccabi Ra'anana, mit dem sie 2000 und 2001 jeweils den israelischen Pokal holte. Nachdem der Verein Elizur Ramla, zu dem sie anschließend gewechselt war, ihren eigentlich bis 2004 laufenden Vertrag wegen finanzieller Probleme nach nur zwei Spielzeiten nicht verlängerte, ging sie als erste israelische Spielerin überhaupt nach Griechenland, zum Team Apollon. Nach nur einer Saison dort kehrte sie nach Israel zurück, diesmal zu Ramat Hasharon. Mit dem Klub gewann sie den 2006 erneut den israelischen Pokal, bevor sie 2007 zum zweiten Mal ins Ausland ging, diesmal zum spanischen Verein CB San Jose aus Leon. Dort erhielt sie in der Saison 2007/2008 die Auszeichnung zur besten Spielerin des Pokalwettbewerbs und gelangte auch unter die besten fünf in der Wahl zur besten Ligaspielerin. Nach der hervorragenden Saison in Spanien ging Cohen kurzzeitig als zweite Israelin überhaupt in die USA zu den Los Angeles Sparks in die WNBA, blieb dort aber nicht. Sie erhielt ein finanziell und sportlich reizvolles Angebot vom slowakischen Meister Kosit, das sie annahm. Der Klub, mit dem sie den Pokal gewann, spielte EuroLeague. Für die Saison 2009/2010 spielte Cohen dann in Istanbul bei Besiktas, bevor sie nach Polen ging. Den Verein Wisla Can-Pack führte Cohen mit 13 Siegen in 16 Spielen unter die letzten vier Mannschaften in der EuroLeague Women – ein Überraschungserfolg für den polnischen Klub, mit dem sie zudem noch den Pokal holte. Im Mai 2010 unterzeichnete sie einen Vertrag in Italien beim Klub Famila Schio, mit dem ihr das Double aus Meisterschaft und Pokal gelang. Nach zwei Saisons wechselte sie zum Ligarivalen Goldbet Taranto und erzielte für den Klub in der Saison 2012/13 9 Punkte, 2 Rebounds und 2,8 Assists pro Spiel.
Die letzte Station ihrer Karriere war 2013/2014 bei Istanbul Universitesi, bevor sie am 21. Dezember 2014 ihr Karriereende verkündete.

## Nationalmannschaft
Cohen wurde 2001 erstmals in die Nationalmannschaft berufen und für die Europameisterschaft 2011 als Kapitänin gewählt. In der Qualifikation für dieses Turnier wurde sie mit 20,8 Punkten pro Spiel Topscorerin. Seit Dezember 2014 ist sie mit 1729 Punkten auch Rekord-Scorerin der israelischen Nationalmannschaft. Sie überholte damit die bisherige Rekordhalterin Anat Draigor. Mit 131 Spielen hält sie zudem den israelischen Länderspielrekord. Sie nahm an vier Basketball-Europameisterschaften teil.

## Auszeichnungen und Erfolge

### Titelgewinne
- Israelischer Pokal mit Maccabi Ra'anana 1999/2000 und 2000/01
- Israelische Meisterschaft und Pokal (Double) mit Ramla 2003/04
- Israelischer Pokal mit Ramat Hasharon 2005/06
- Italienische Meisterschaft 2010/11 mit Schio
- Italienischer Pokal 2010/11 mit Schio
- Polnischer Pokal
- Slowakischer Pokal

### Individuelle Auszeichnungen
- Wertvollste Spielerin (MVP) der italienischen Liga 2011
- Wertvollste Spielerin (MVP) im spanischen Pokal 2007/08 mit 16,7 Punkten und 5,3 Assists in 3 Spielen
- Beste Point Guard 2007/08 im spanischen Team des Jahres